# Saison 7 d'Une grenade avec ça ?
Chronologie
Saison 6 Saison 8
Cet article présente le guide des épisodes de la septième saison de la série télévisée québécoise Une grenade avec ça? dans l'ordre de la première diffusion.

## Liste des épisodes

### Épisode 1:Darius contreMmeBruchési
- Québec : sur VRAK

### Épisode 2:Jour d'élection
- Québec : sur VRAK

### Épisode 3:La Mort de Jonathan Gouin
- Québec : sur VRAK

### Épisode 4:La Robe de chambre
- Québec : sur VRAK

### Épisode 5:La Ligne rouge
- Québec : sur VRAK

### Épisode 6:Grand TATA
- Québec : sur VRAK

### Épisode 7:On tue la une
- Québec : sur VRAK

### Épisode 8:Promenade de TATA
- Québec : sur VRAK

### Épisode 9:Anaïs est morte, vive Anaïs
- Québec : sur VRAK

### Épisode 10:Le Mystère Anaïs
- Québec : sur VRAK

### Épisode 11:Daphné la menace
- Québec : sur VRAK

### Épisode 12:Le Gourou
- Québec : sur VRAK

### Épisode 13:Spécial deux pour un
- Québec : sur VRAK

### Épisode 14:L'amour fait peur
- Québec : sur VRAK

### Épisode 15:Le Syndrome de Passitov
- Québec : sur VRAK

### Épisode 16:La Boss des noces
- Québec : sur VRAK

### Épisode 17:La Halte-garderie
- Québec : sur VRAK

### Épisode 18:Une bombe avec ça?
- Québec : sur VRAK

### Épisode 19:Enfin championne
- Québec : sur VRAK

### Épisode 20:Bahia Padeproblema
- Québec : sur VRAK

### Épisode 21:Biscuits, amour et burdogs
- Québec : sur VRAK

### Épisode 22:Flippe et compte!
- Québec : sur VRAK

### Épisode 23:Un lavage peu glorieux
- Québec : sur VRAK

### Épisode 24:Le Critique assassin
- Québec : sur VRAK

### Épisode 25:Complètement marteau!
- Québec : sur VRAK

### Épisode 26:Les Grands Départs
- Québec : sur VRAK

### Épisode 27:Révélations
- Québec : sur VRAK